# محطة أفورار لتحويل الطاقة

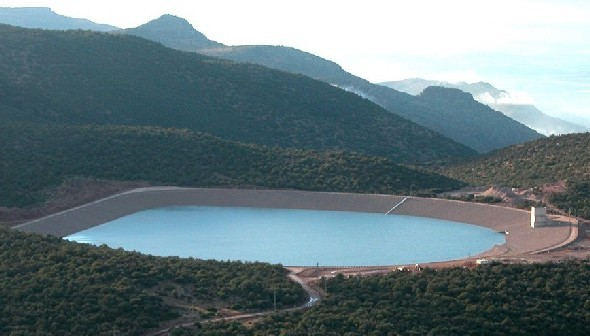
الحوض العلوي

تحتضن مدينة أفورار بإقليم أزيلال أول محطة توليد وتخزين الطاقة الكهرمائية في المغرب. وعلى الرغم من انتشار تقنية محطة تحويل الطاقة عن طريق الضخ عالميا إلا أنه لا توجد منها سوى محطة واحدة عاملة في المغرب وهي محطة أفورار باستطاعة 464 ميغاواط وطاقة متبادلة تبلغ 416 جيغاواط. س ( 2007 ).